# 스페이스 간담 V
《스페이스 건담 V》는 1983년경 제작된 대한민국의 애니메이션으로 서울동화프로덕션에서 제작했다. 감독은 김청기가 하였다. 등장하는 로봇은 《초시공요새 마크로스》에 등장하는 로봇으로 이를 표절한 것이다. 제작의 동기는 어느 장난감 회사 사장이 《초시공요새 마크로스》에 등장하는 로봇을 표절한 다른 로봇 애니메이션 제작을 의뢰했기 때문이다. 또한, 간담 V라는 명칭은 《기동전사 건담》에서 따온 것이다.

## 제작진
- 제작: 김청기
- 기획: 김춘범
- 각본: 조항리
- 각색: 채동근
- 구성: 조항리
- 원화: 마현덕
- 동화: 김종진, 김진광, 서문진, 김승택, 김승철
- 선화: 장혜란, 윤호숙
- 채화: 최희숙, 이영선, 강영묘, 최애정, 양미선, 이기자
- 배경: 강세건, 정경숙
- 그림효과: 배상준
- 촬영: 유승덕, 정재철
- 음악: 정민섭
- 노래: 정여진, 별셋
- 편집: 박순덕
- 녹음: 유창국
- 효과: 윤덕영
- 제작부장: 양동욱
- 녹음: 청맥녹음실
- 현상: 영화진흥공사현상실
- 감독: 김청기